# Caribbomerus howdeni
Caribbomerus howdeni är en skalbaggsart som först beskrevs av Dilma Solange Napp och Martins 1984.  Caribbomerus howdeni ingår i släktet Caribbomerus och familjen långhorningar. Inga underarter finns listade.